# نهر إزفاريلي
نهر إزفاريلي هو رافد لنهر موترو في رومانيا.